# Вулиця Сидорчука (Миколаїв)

## Історія
Колишня вулиця «Бугская» — коротка вуличка, що йде від вул. Новосільської до вул. Лєскова у старій частині м. Миколаєва. З'явилася в другій половині XIX ст. при розбитті нового району Миколаєва на місці колишньої «Вавілової левади» — земельного володіння, що належало ад'ютантові військового губернатора Миколаєва А. С. Грейга лейтенанту Павлу Івановичу Вавілову. У 1833 році міська управа викупила цю землю у П. І. Вавілова, тому що після відкриття Бузької переправи в Малу Корениху, яка сполучала Миколаїв з дорогою на Одесу, знадобилося прокласти зручну дорогу до Купецької пристані, що знаходилася в протилежному кінці міста. Цей рік можна вважати датою народження вул. Сидорчука.
Свою першу назву «Бугская» вулиця дістала по напряму, оскільки виводила від Сінної площі до берега Бузького лиману у районі Комерційного порту. Є на плані міста 1873 року.
У 1963 р. вул. «Бугская» була перейменована у вулицю «им. Александра Петровича Сидорчука» (рішення виконавчого комітету міської ради м. Миколаєва від 07.05.63 №. 401). Для увічнення пам'яті героя-підпільника при створенні Реєстру топонімів міста Миколаєва ця вулиця отримала назву державною мовою як "вул. Сидорчука" (п.845 рішення міської ради м. Миколаєва від 3 вересня 2009 р. № 36/27).
Зараз це тиха вулиця з житловими будинками в Заводському районі міста, без адміністративних та комерційних споруд. Вулицю перетинає трамвайна колія, по котрій передбачений рух маршрутів № 1 «Яхт-клуб — Широка балка» та № 3 «Ракетне урочище — Чорноморський завод».

## Галерея

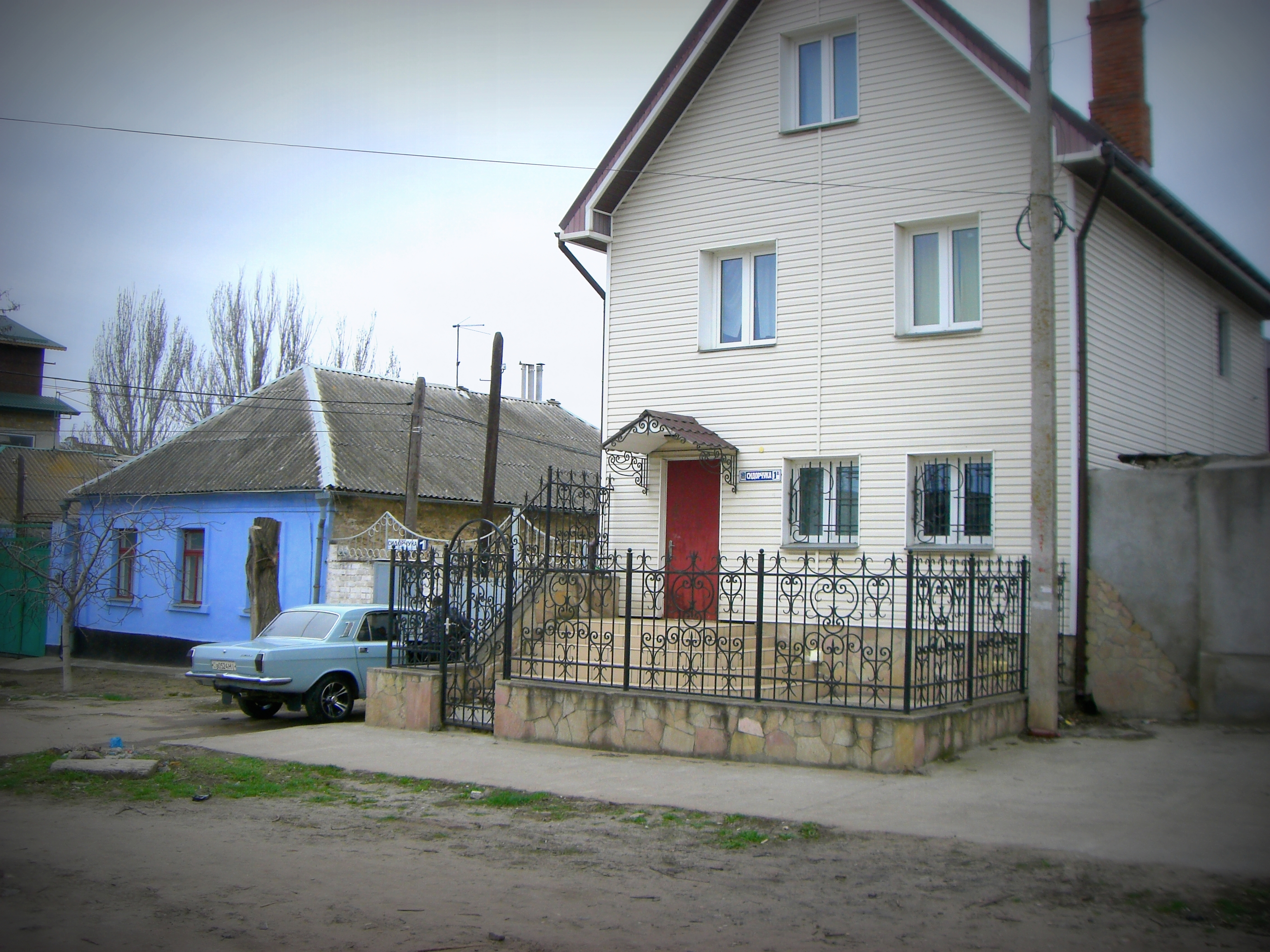
Будинок № 1 на вул. Сидорчука
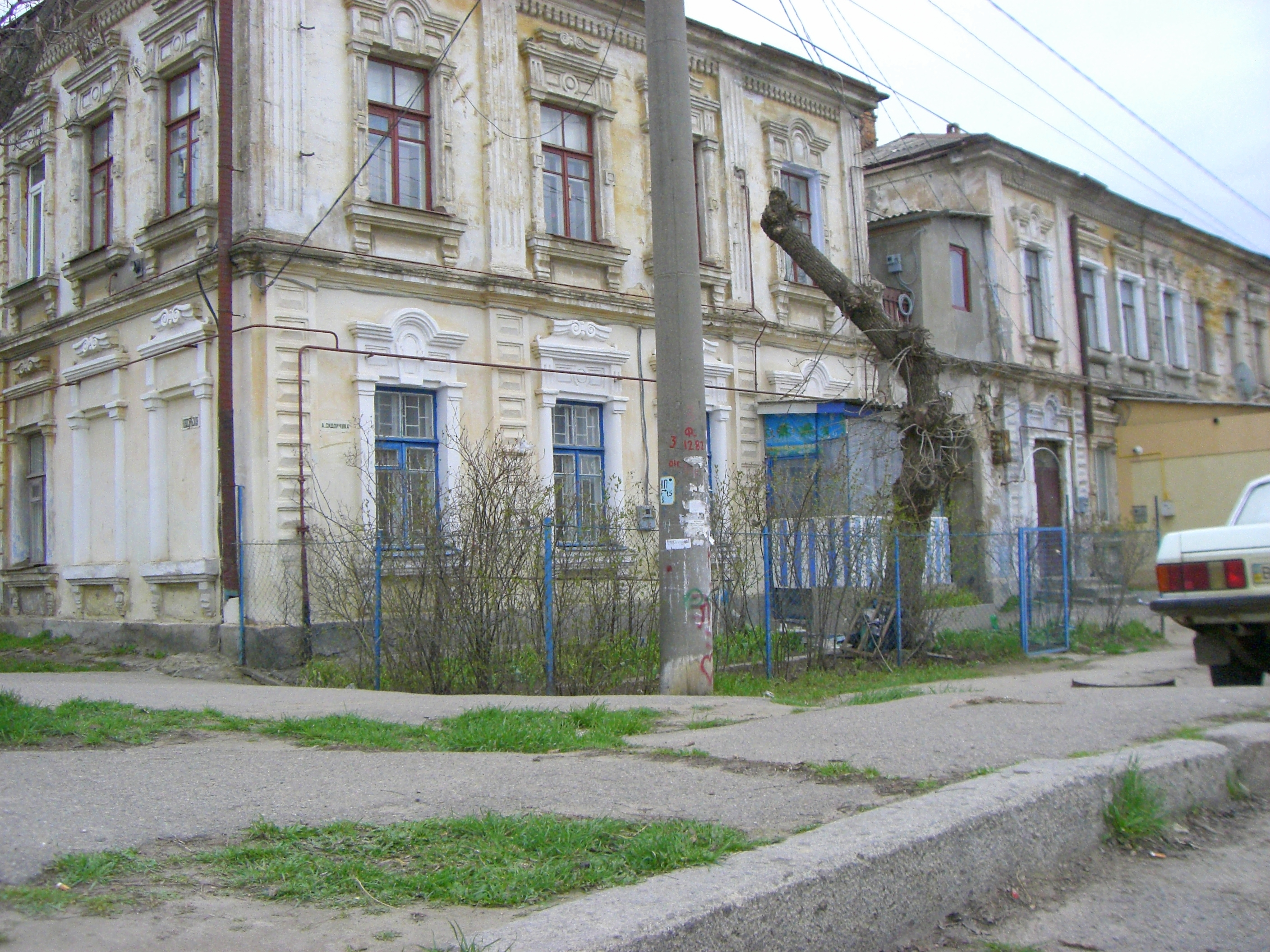
Будинок № 2 на розі вулиць Сидорчука й Новосільської
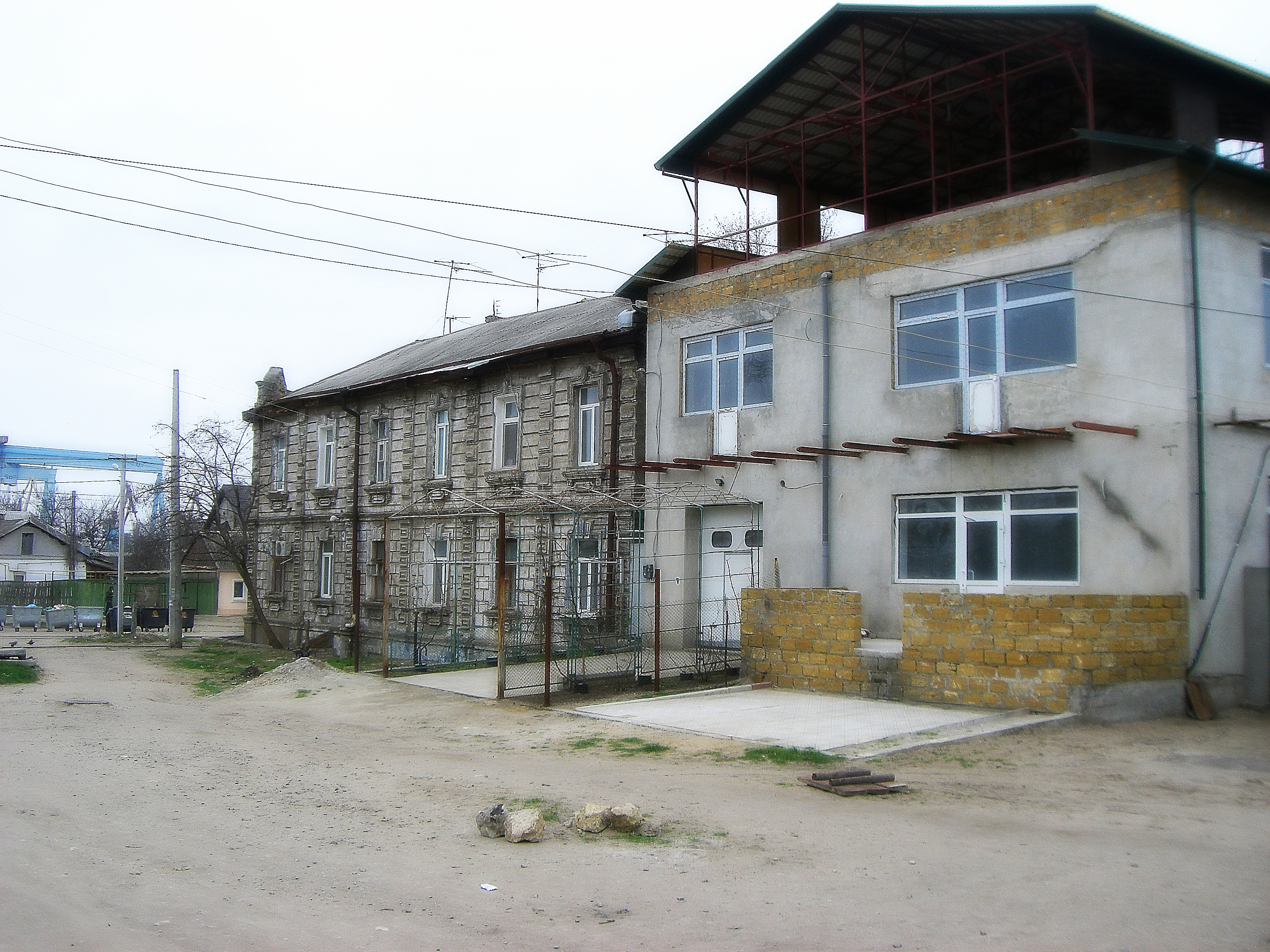
Будинок № 3 на вул. Сидорчука
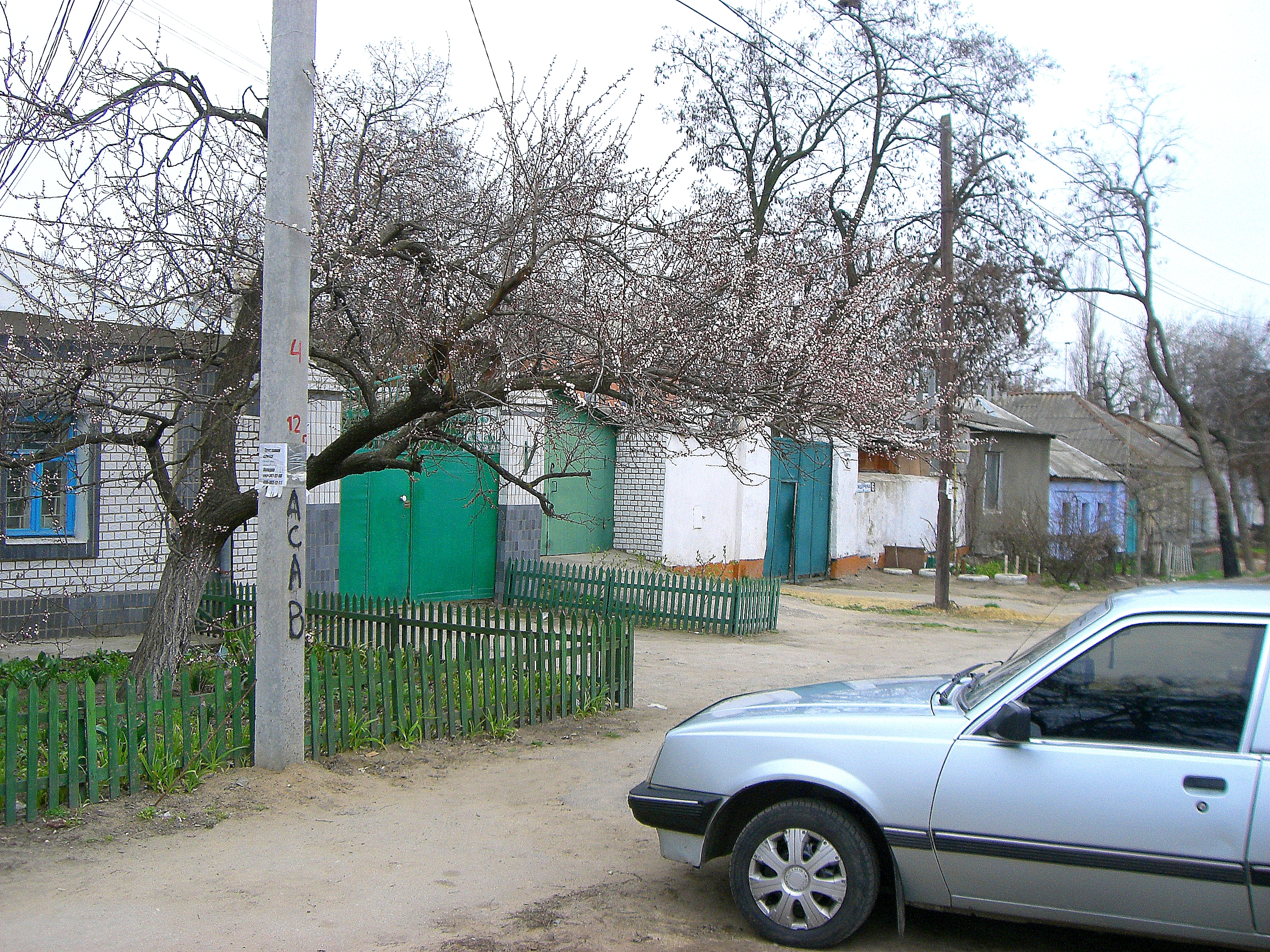
Будинок № 4 на вул. Сидорчука
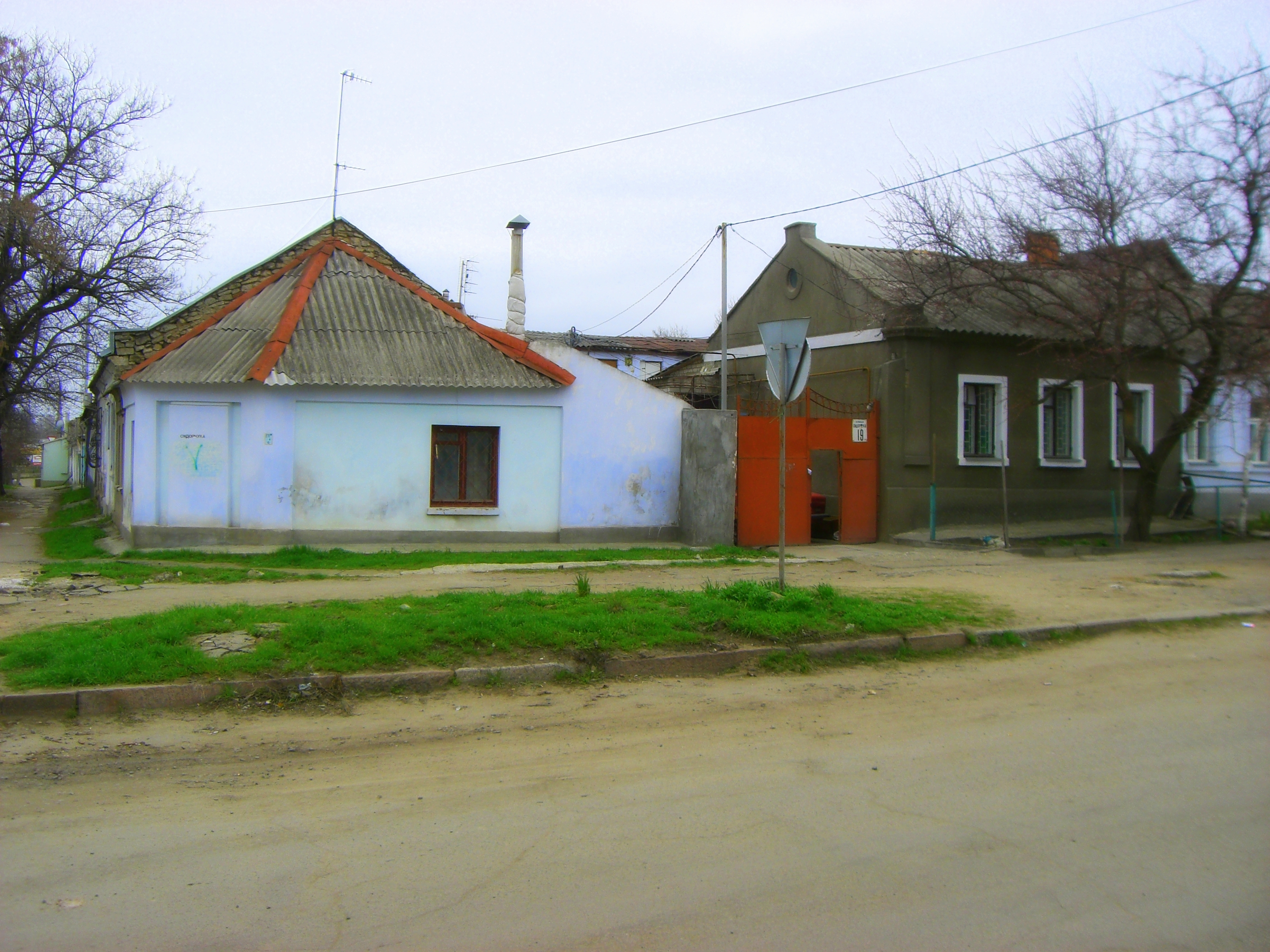
Будинок № 19 на вул. Сидорчука
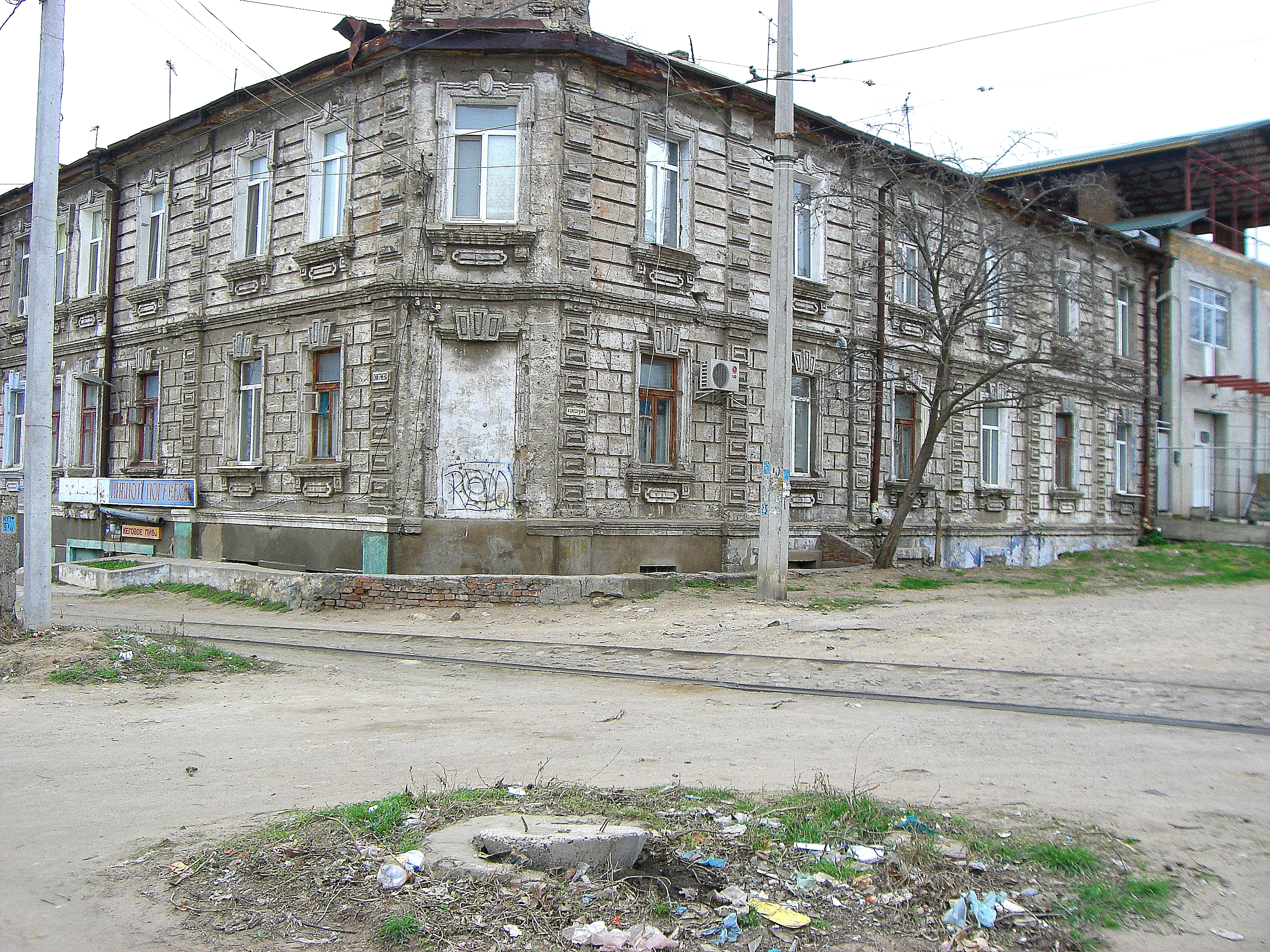
Будинок на розі вулиць Сидорчука й Дмитрієва
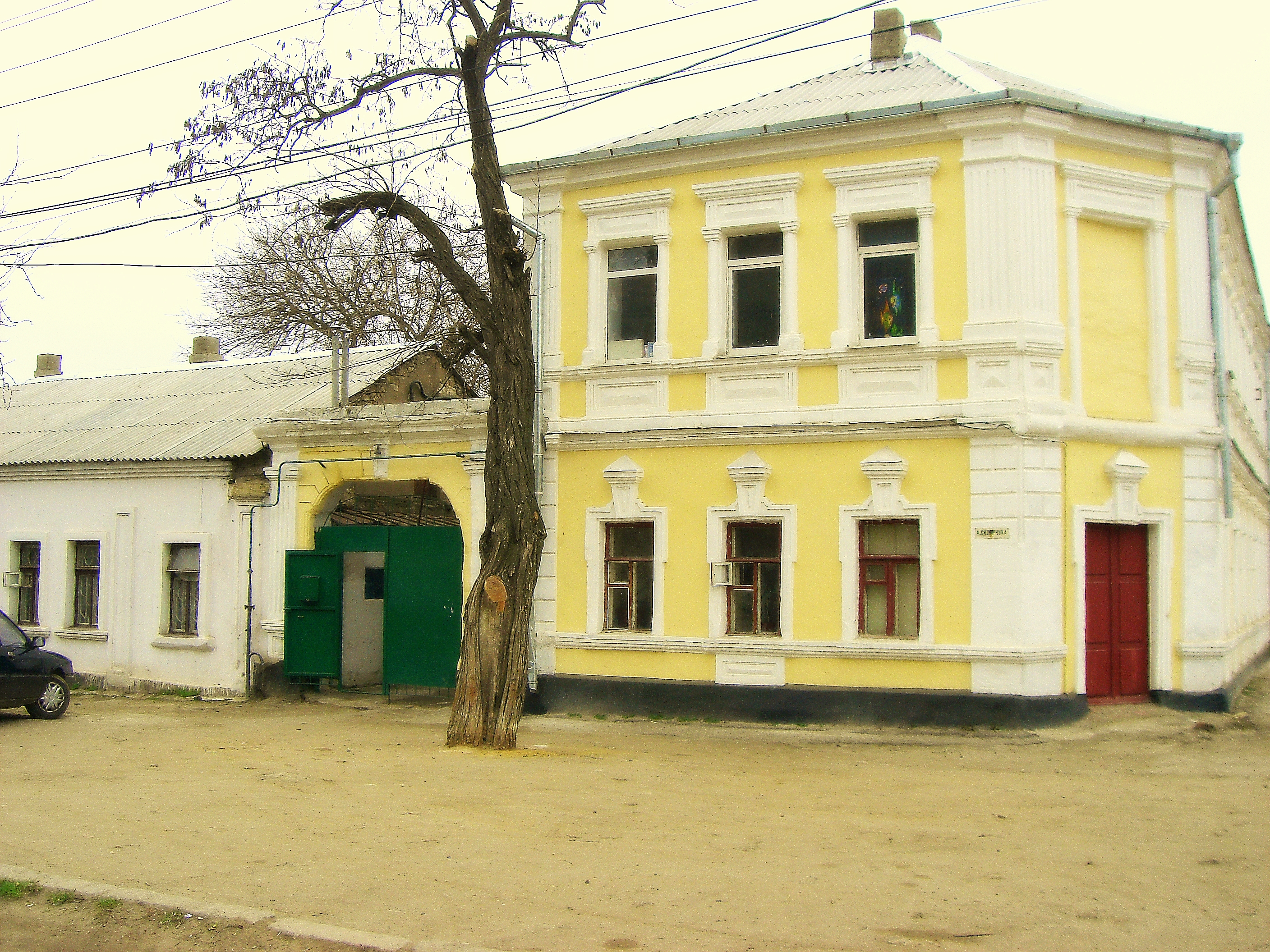
Будинок на розі вулиць Сидорчука й Скороходова
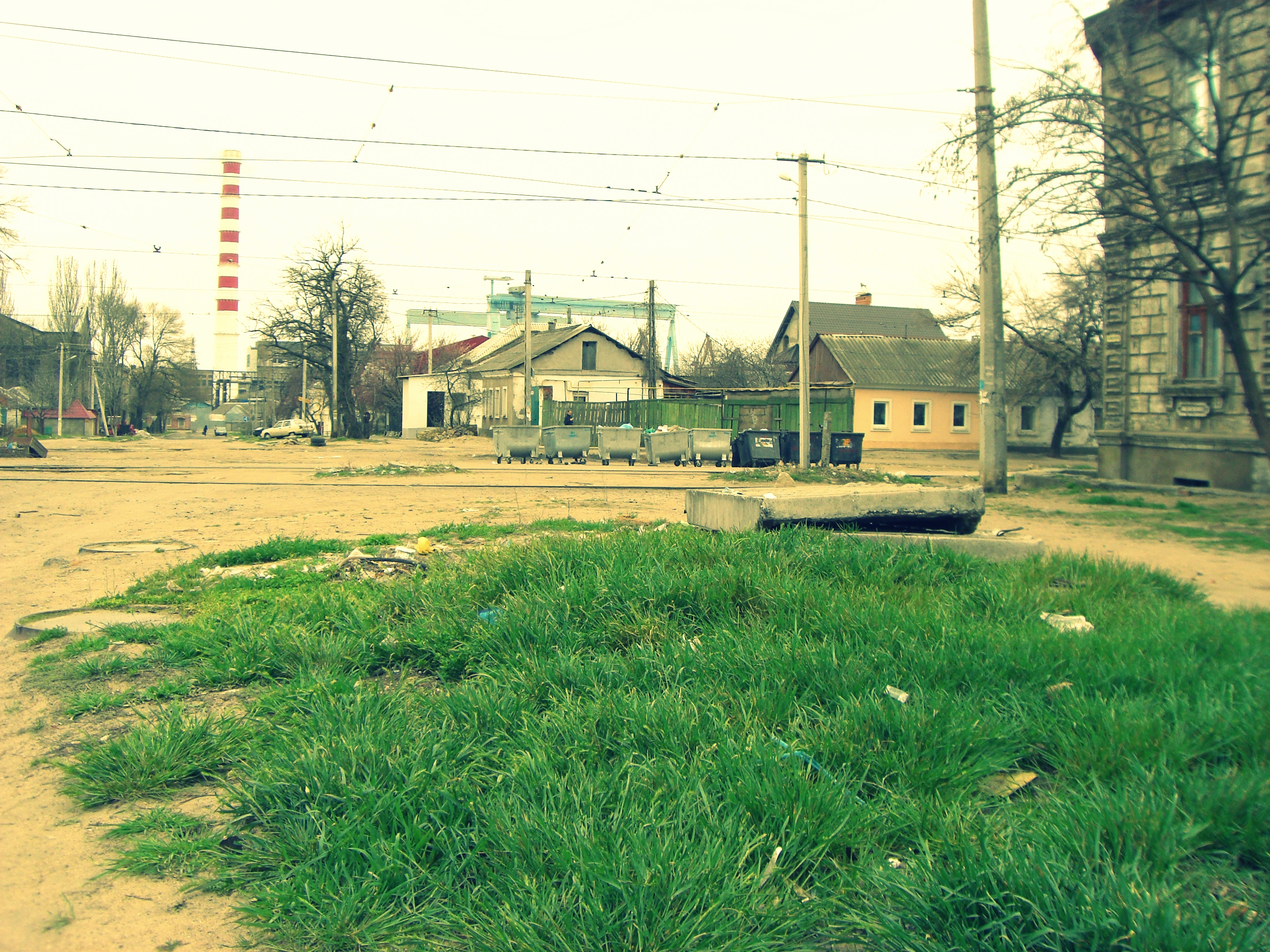
Вид на вул. Дмитрієва з вул. Сидорчука
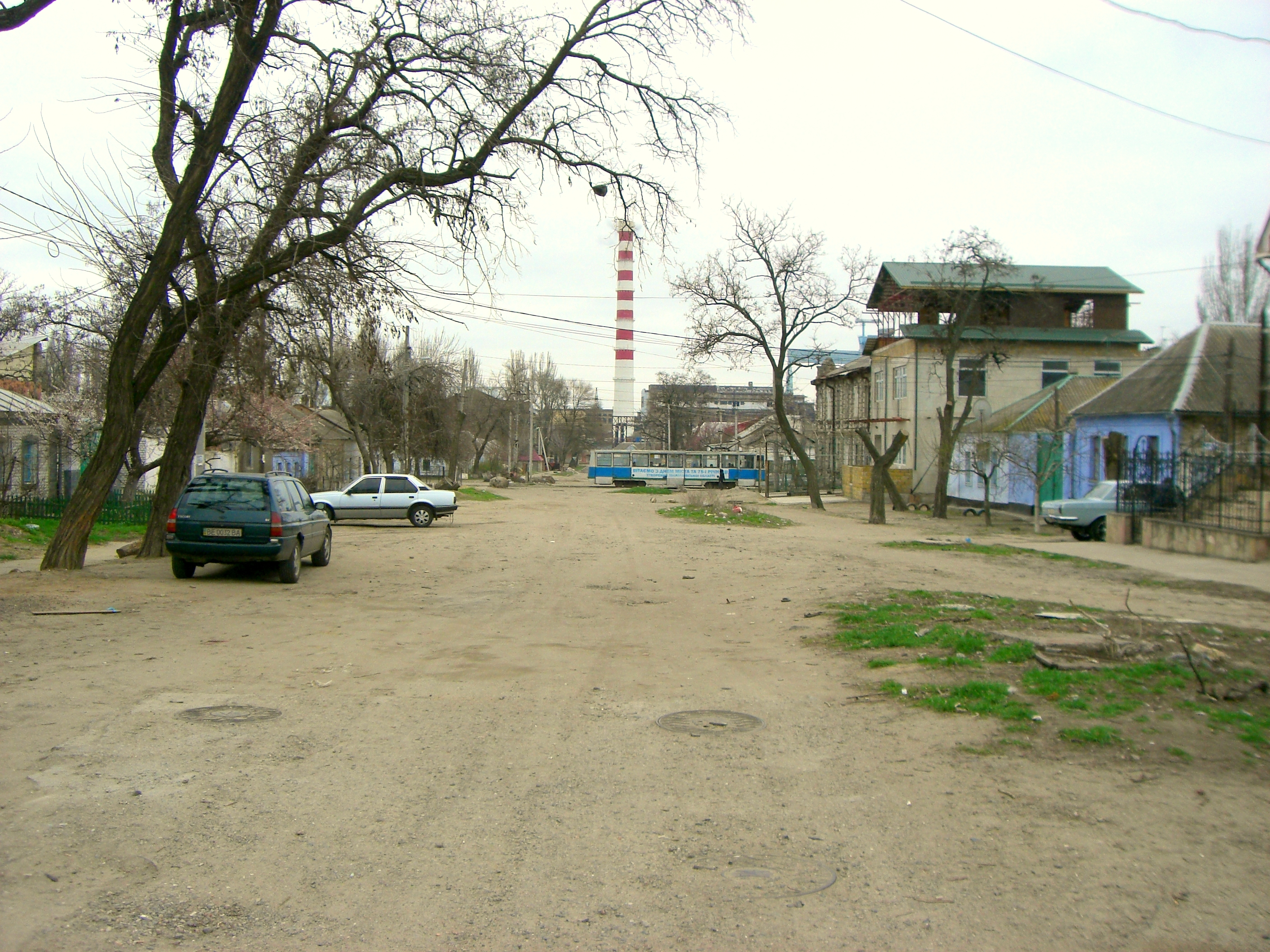
Вул. Сидорчука
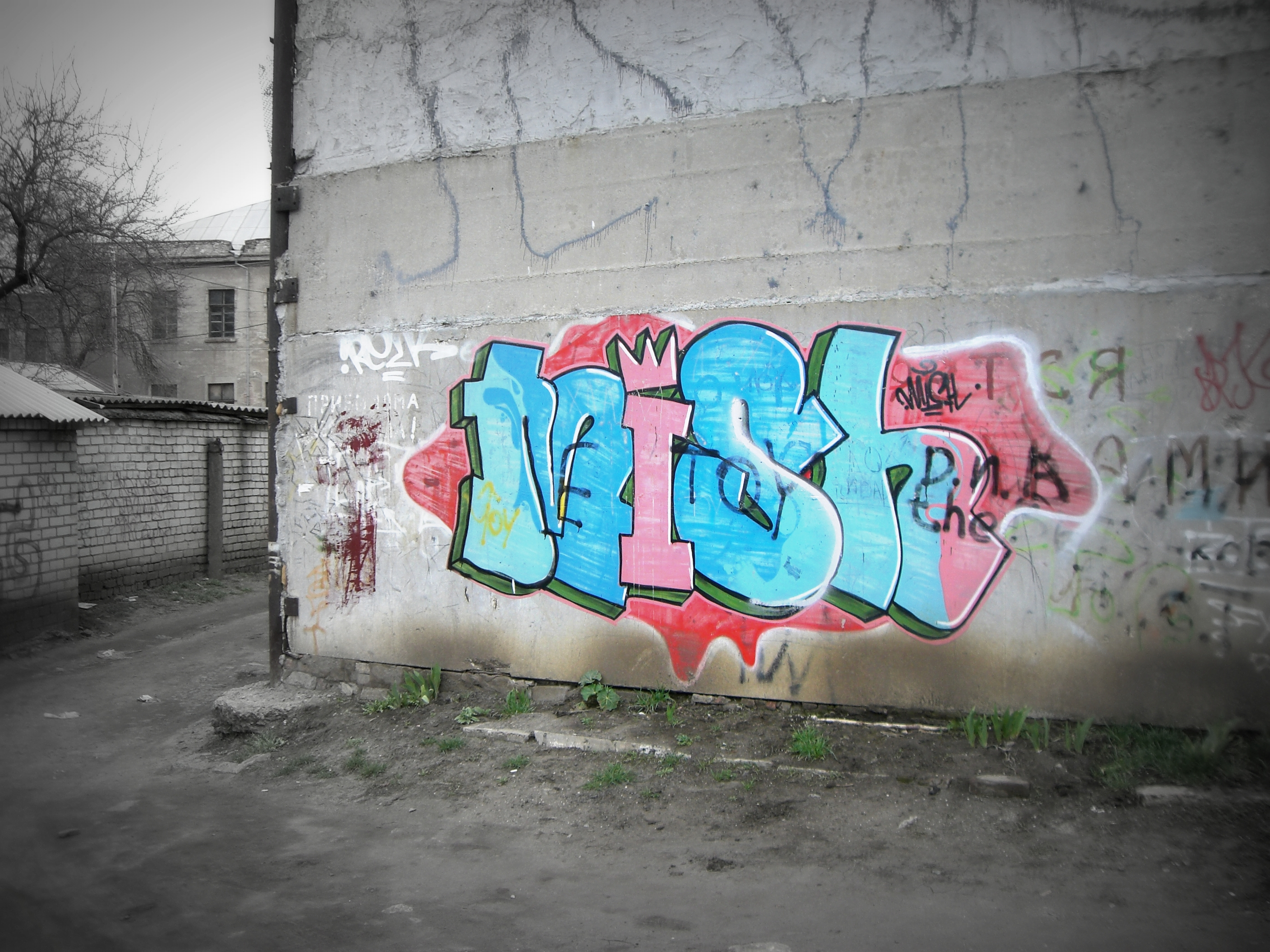
Графіті на вул. Лєскова й Сидорчука
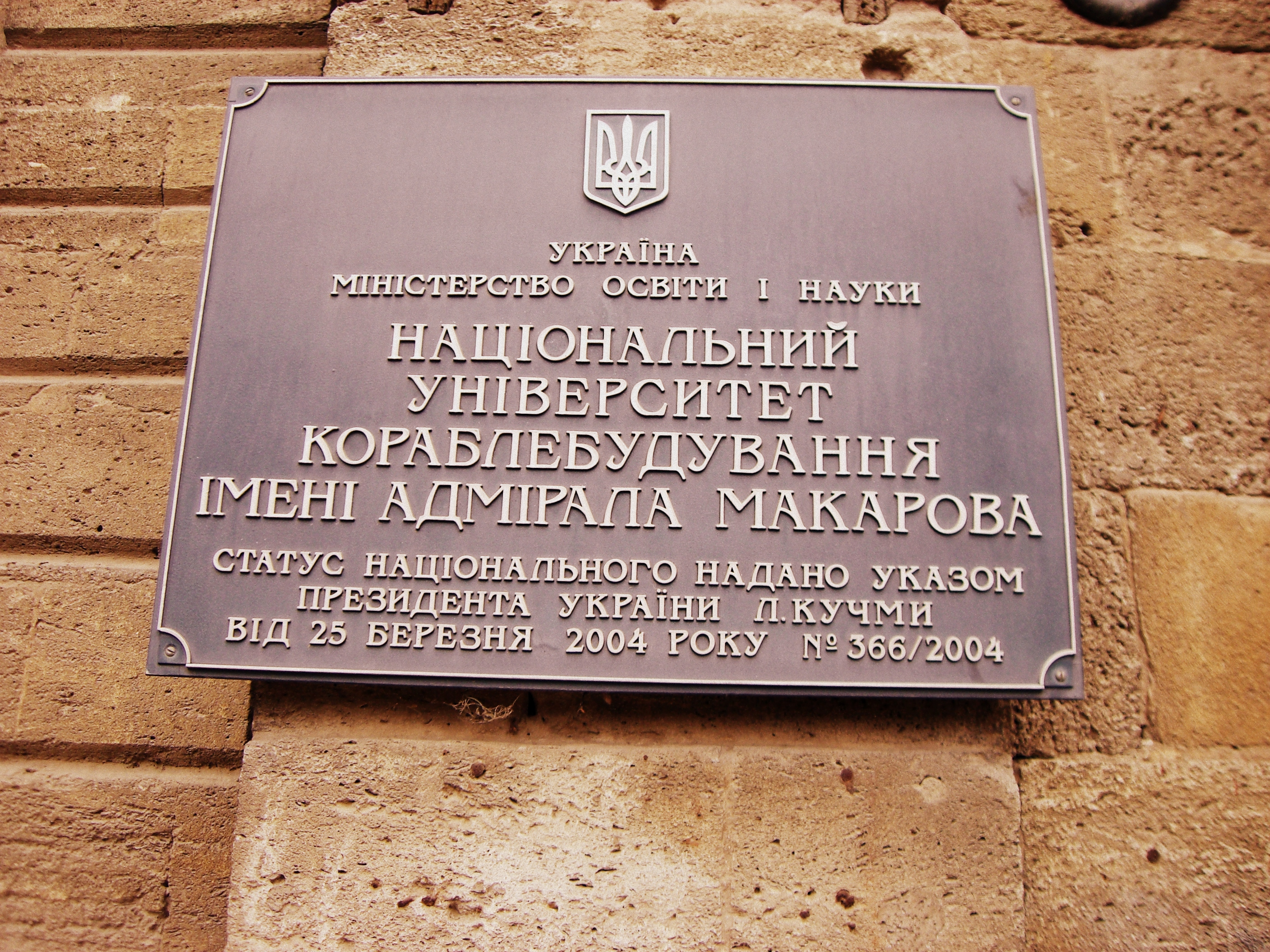
Дошка на старому корпусі НУК ім. адмірала Макарова
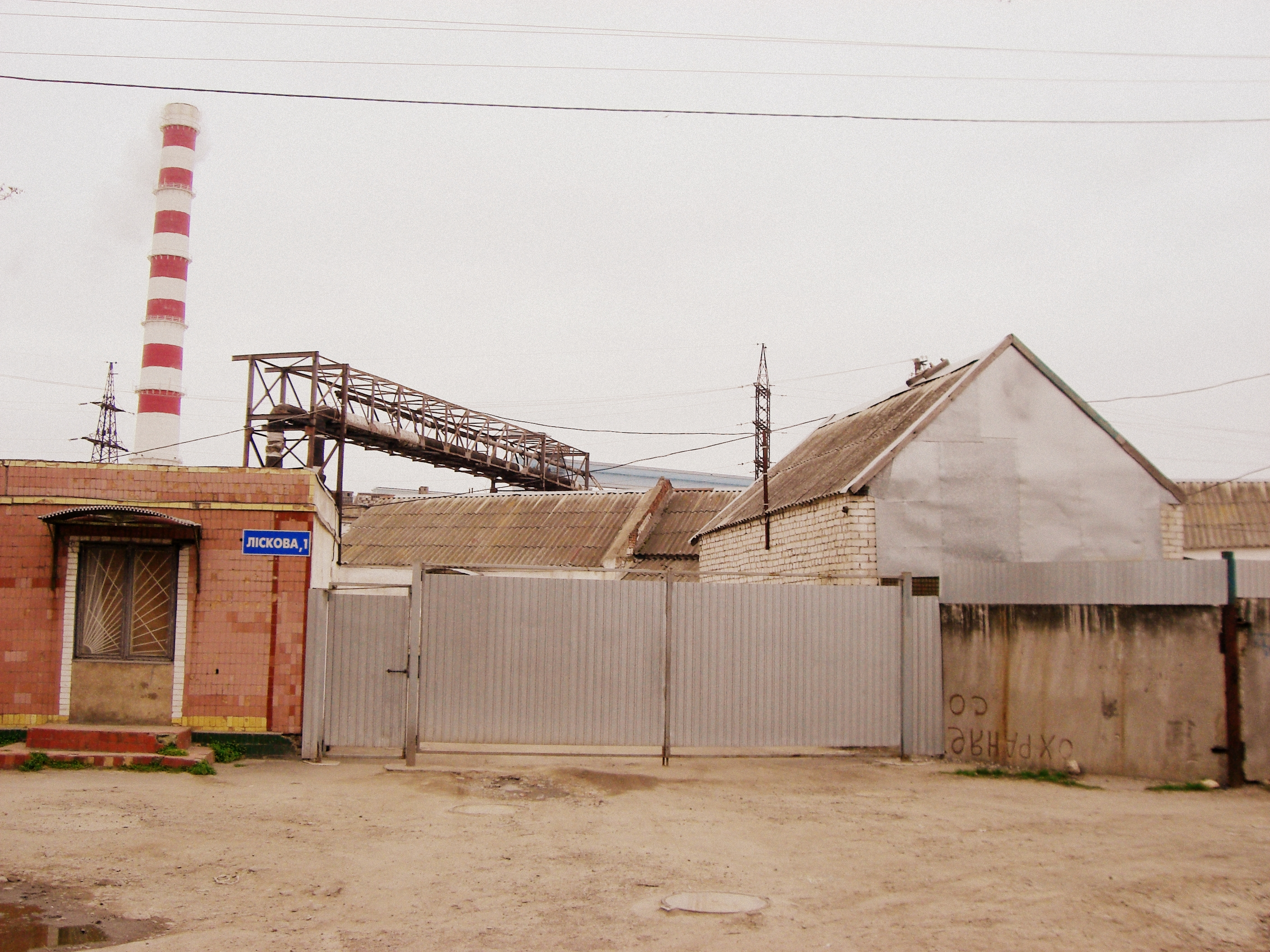
Завод на розі вул. Лєскова й Сидорчука
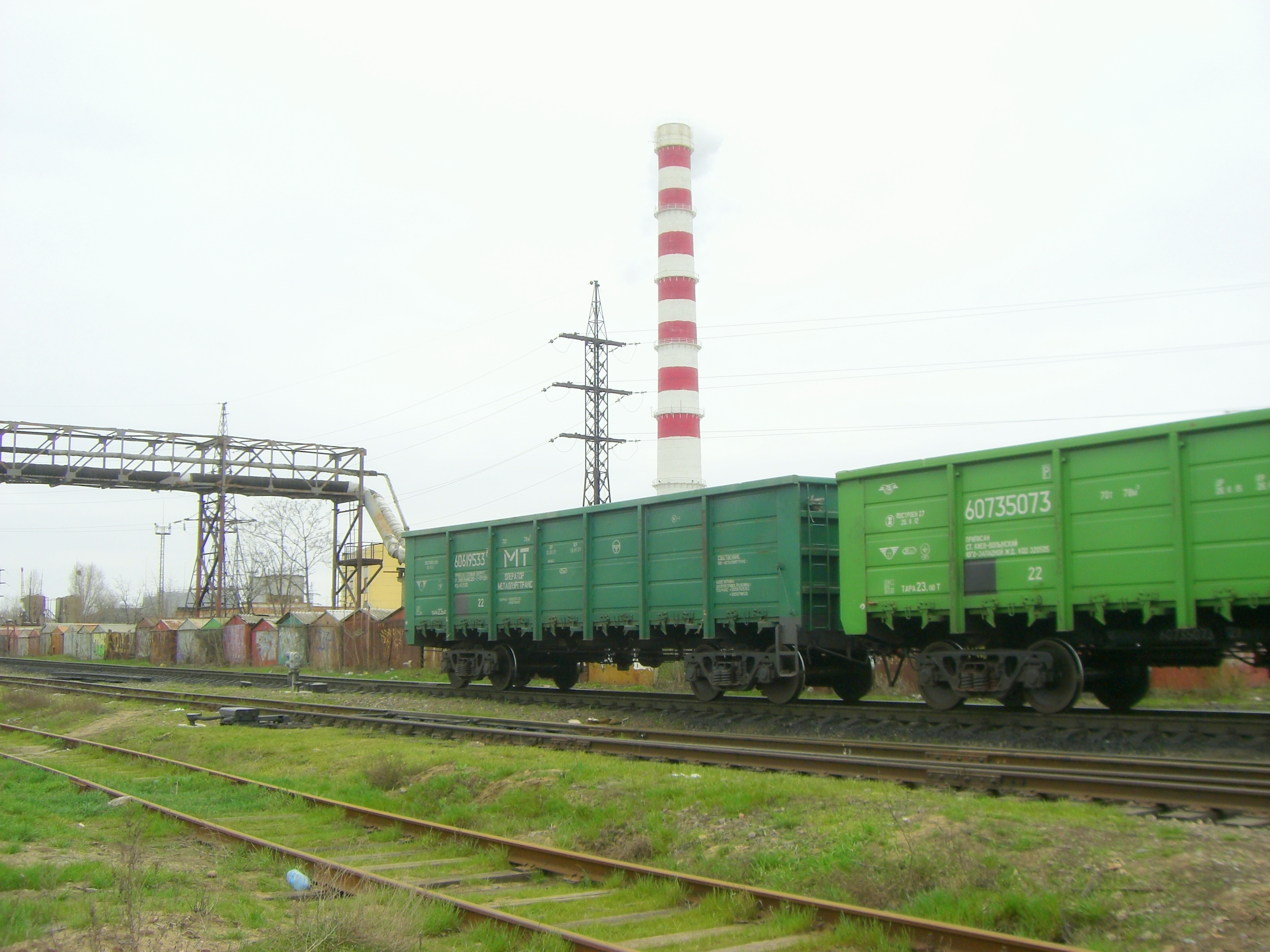
Залізничний товарний потяг (вигляд з вул. Сидорчука)
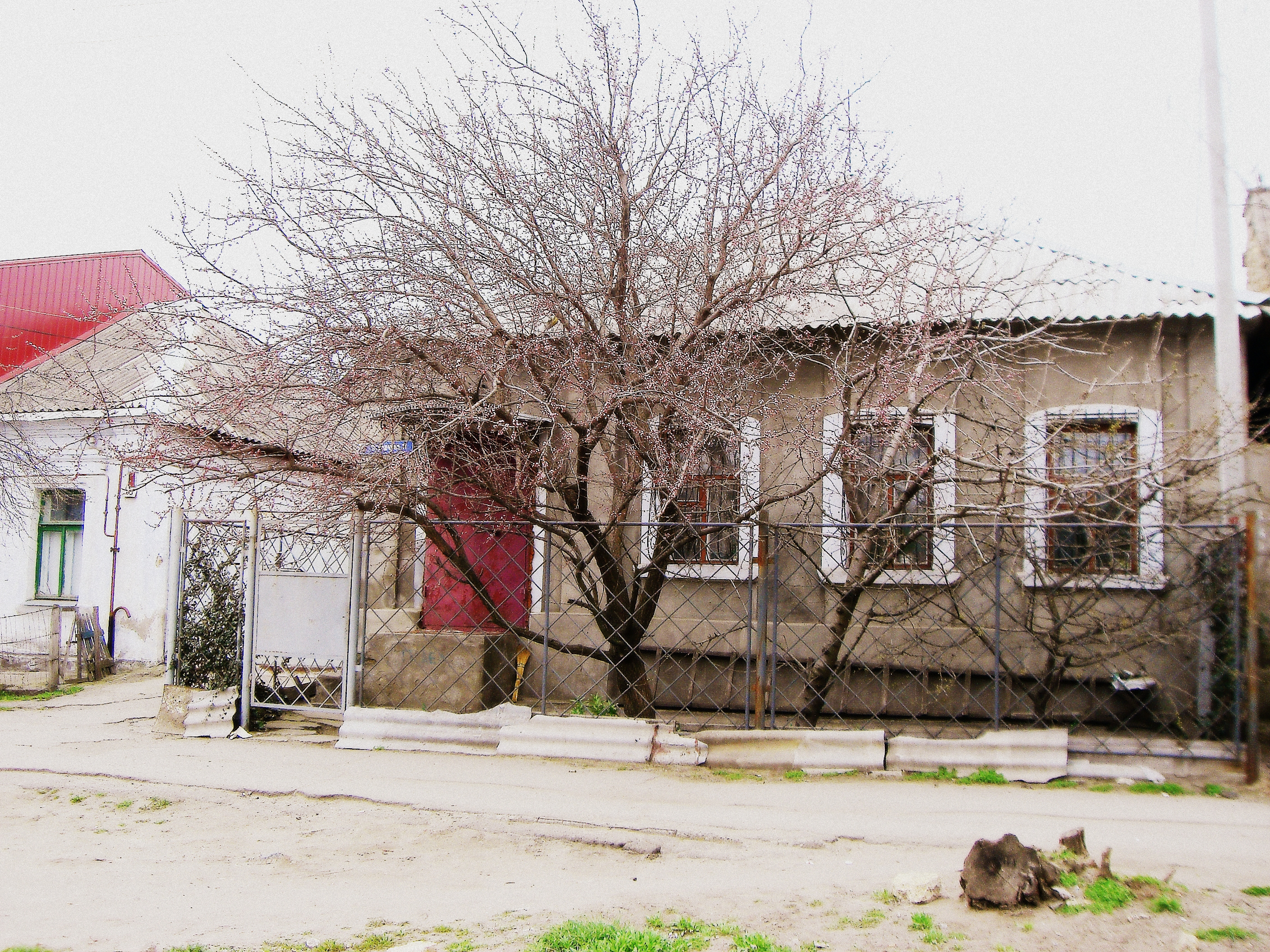
Дерево на вул. Сидорчука
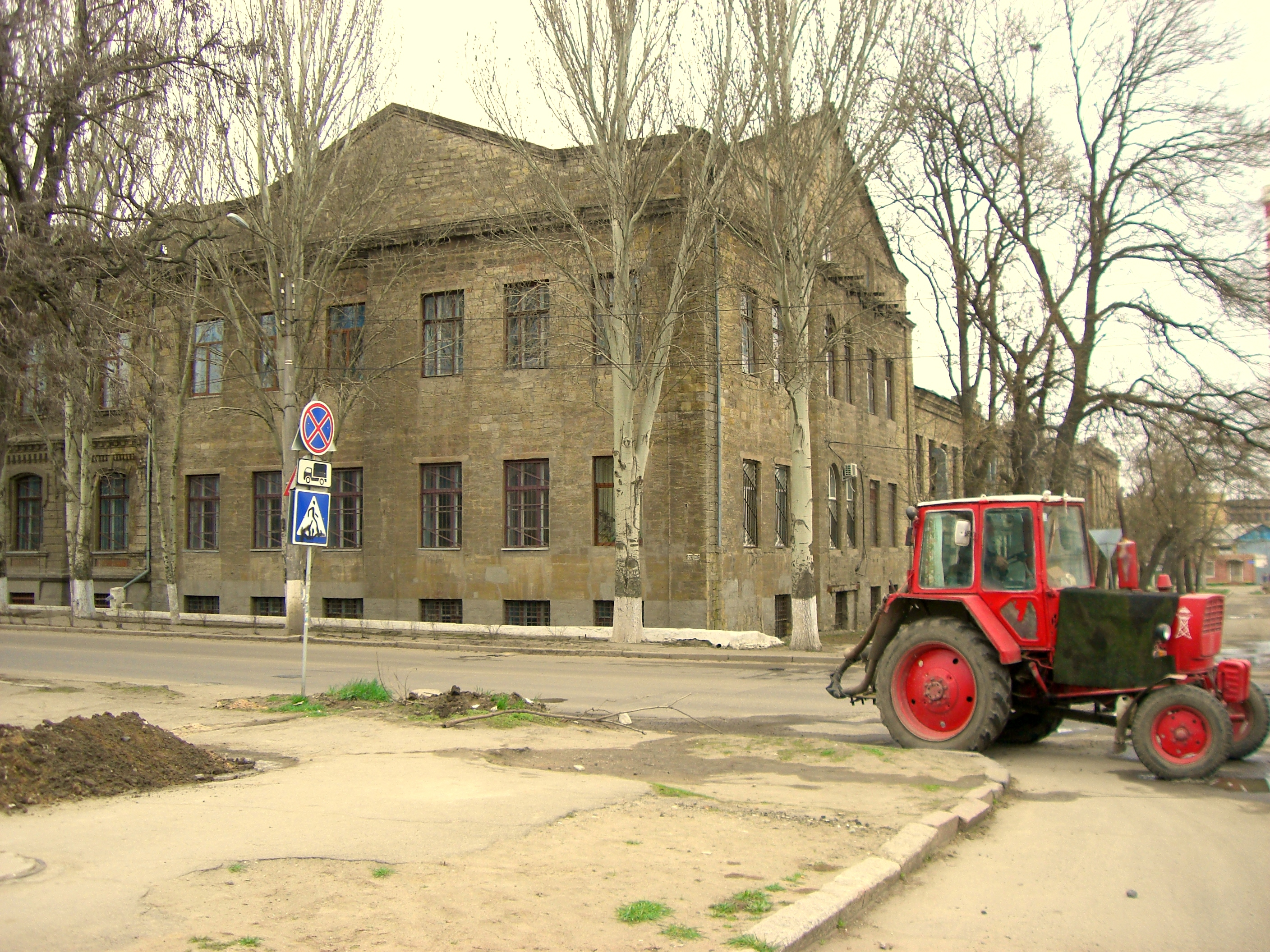
НУК ім. адмірала Макарова (вигляд з вул. Сидорчука)
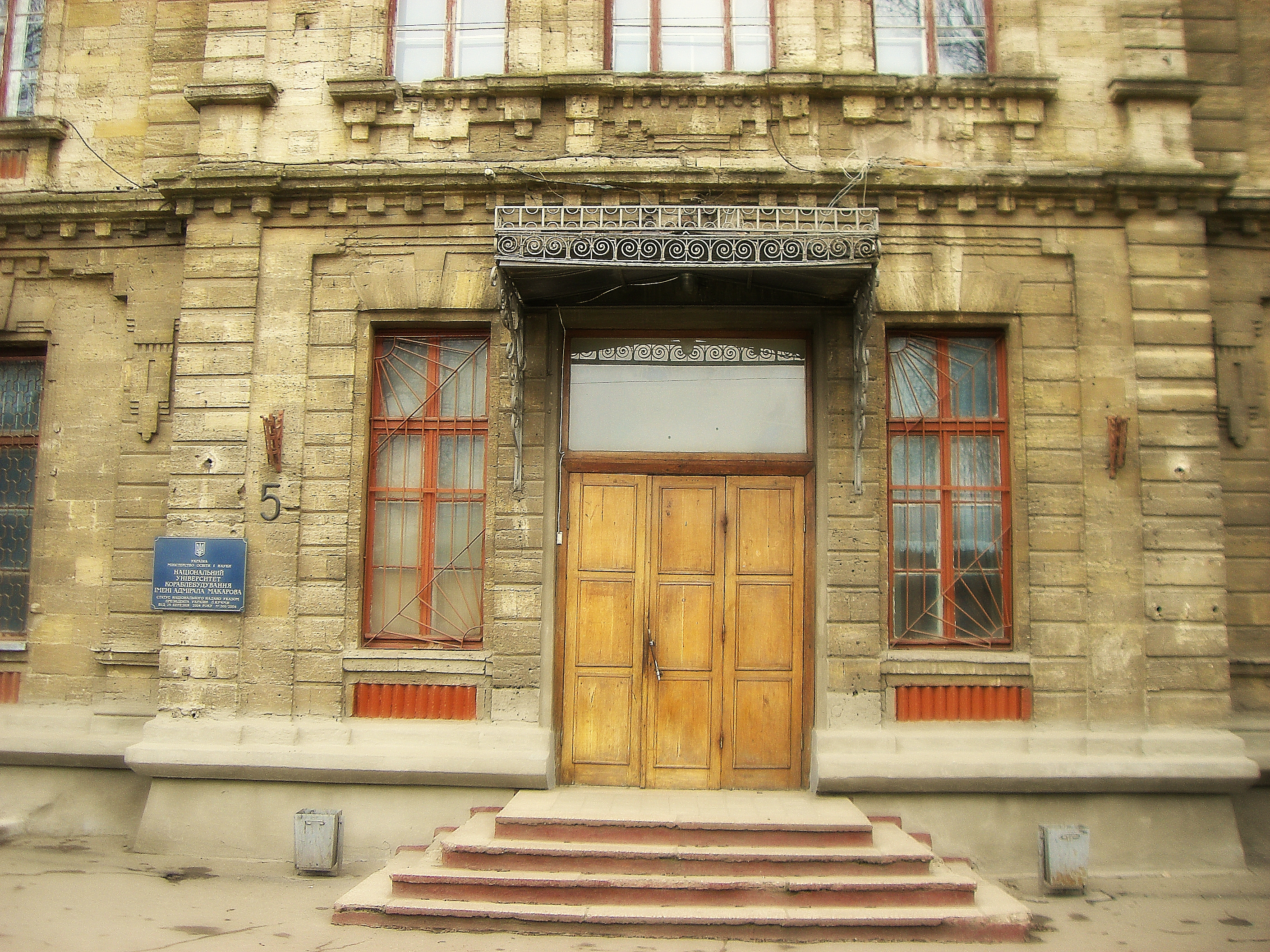
Центральний вхід старого корпусу НУК ім. адмірала Макарова (вигляд з вул. Сидорчука)
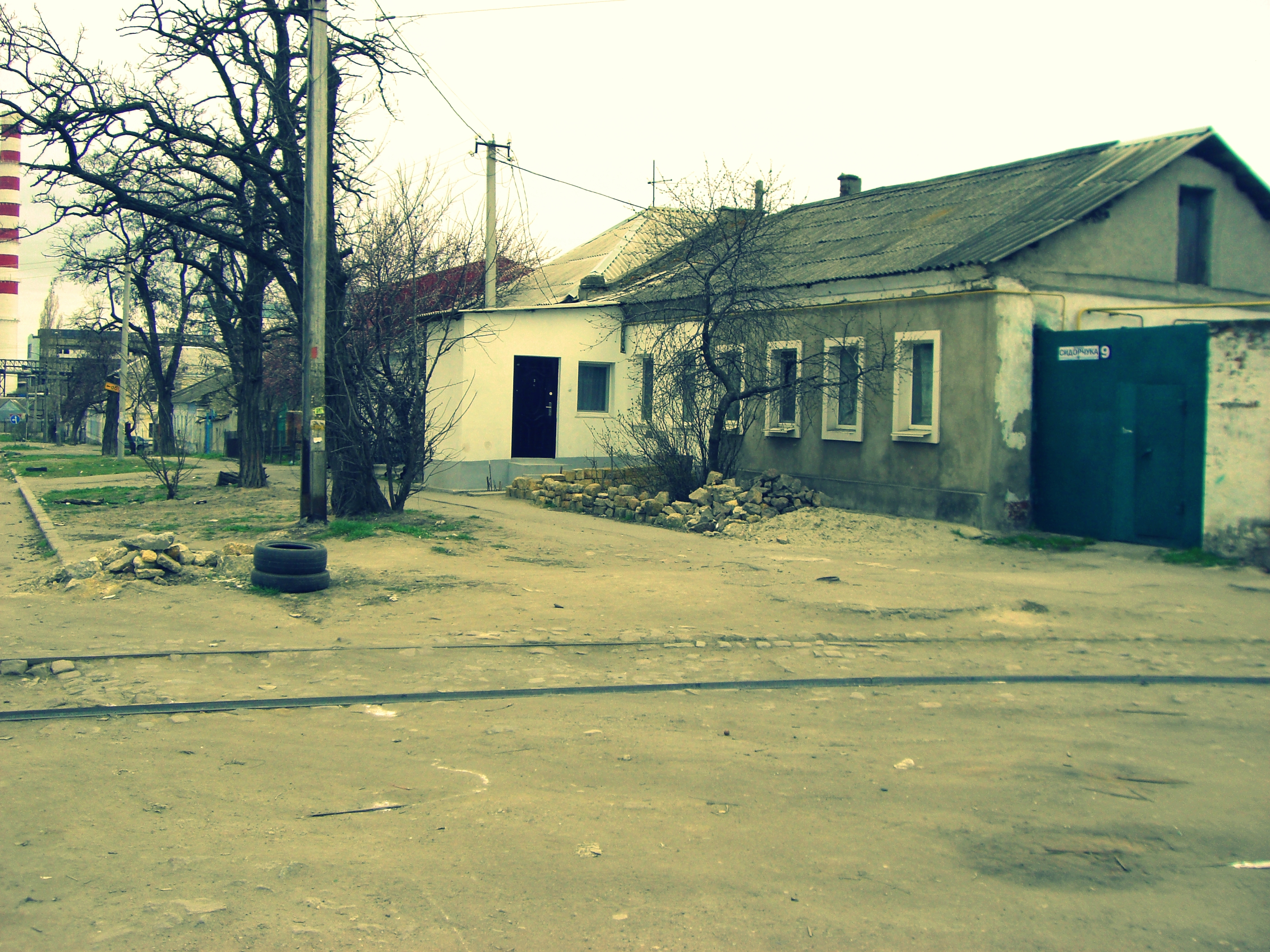
Будинок №9 на вул. Сидорчука
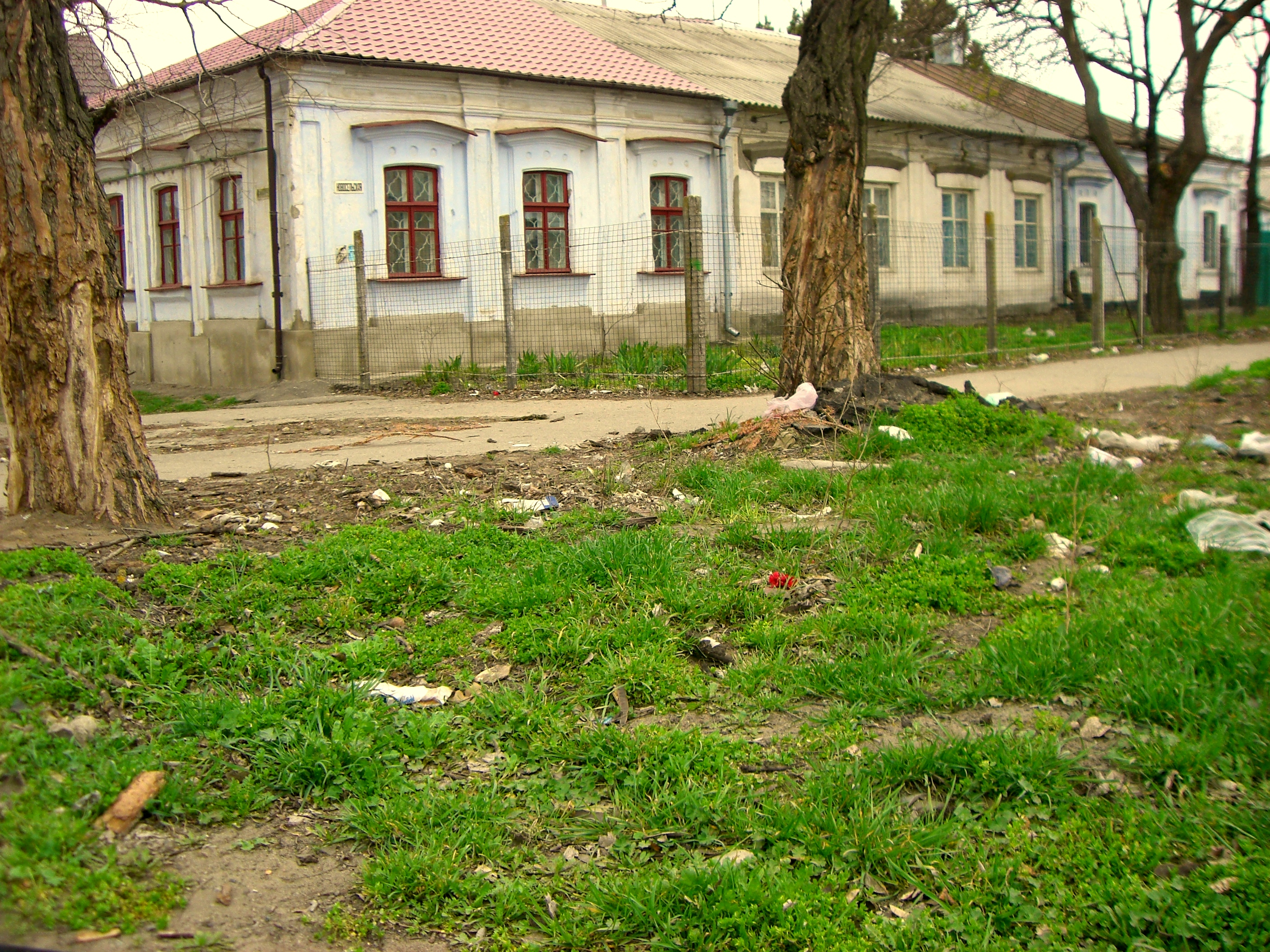
Будинок на розі вулиць Сидорчука й Новосільська
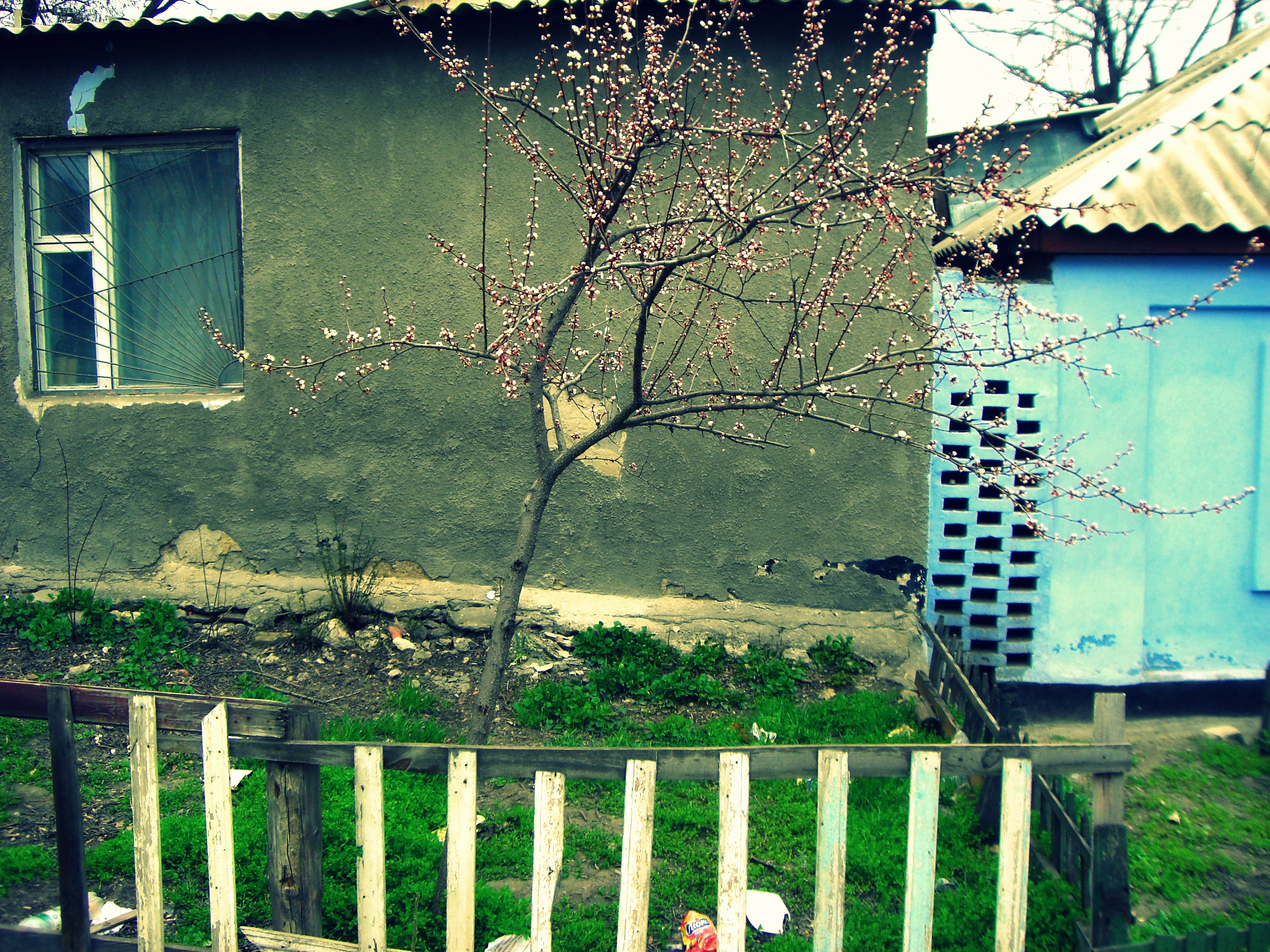
Дерево на вул. Сидорчука
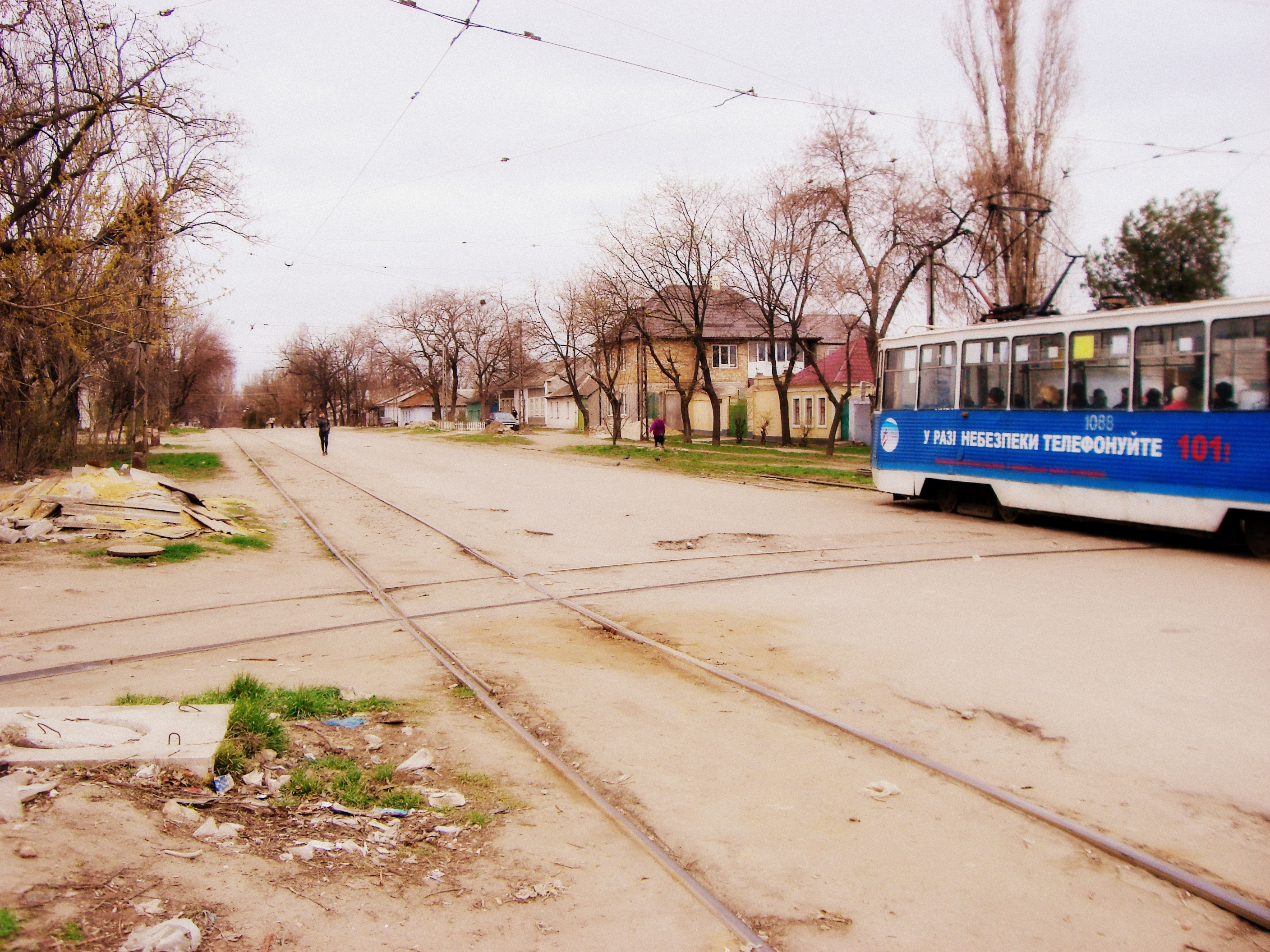
Міський транспорт на вул. Дмитрієва (вигляд з вул. Сидорчука)

Панорами
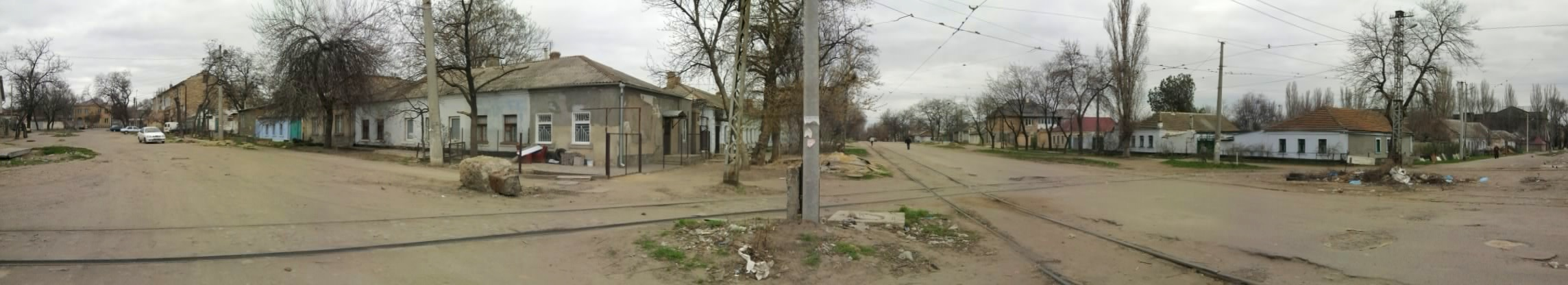
Вул. Сидорчука перетинається з вул. Дмитрієва (зліва направо)
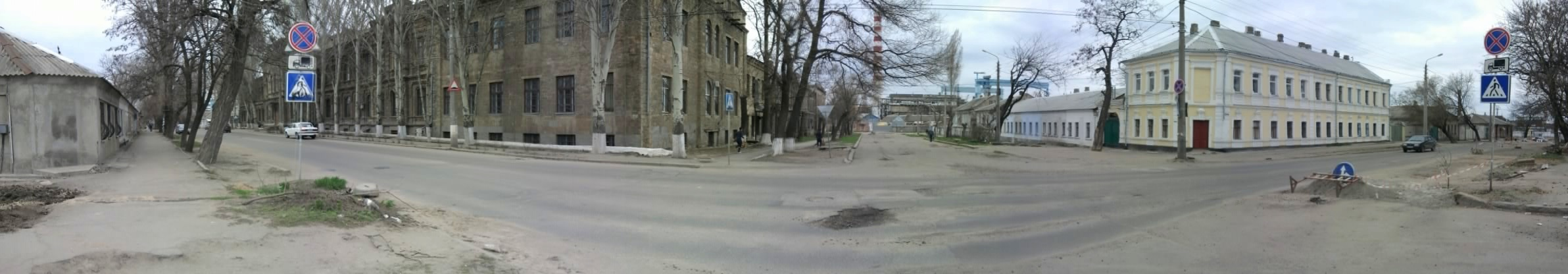
Вул. Скороходова перетинається з вул. Сидорчука (зліва направо)
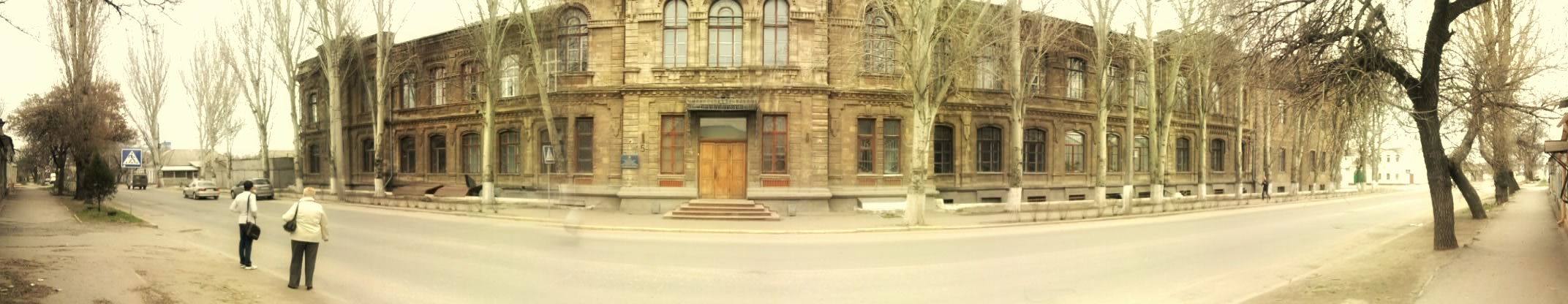
НУК ім. адмірала Макарова на вул. Скороходова (вигляд з вул. Сидорчука)
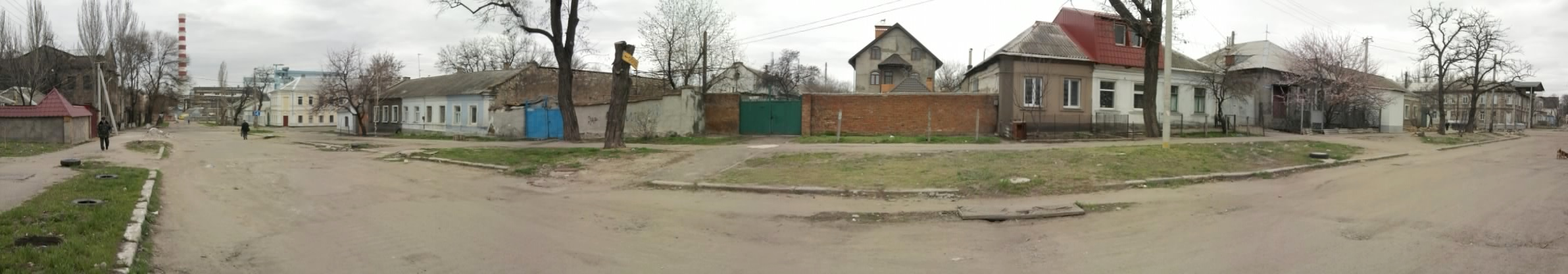
Панорама вул. Сидорчука
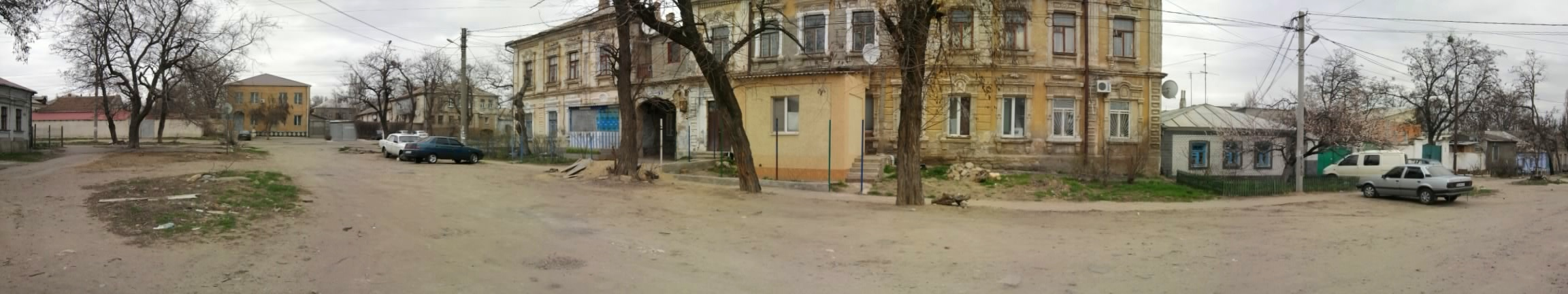
Панорама вулиць Сидорчука й Дмитрієва
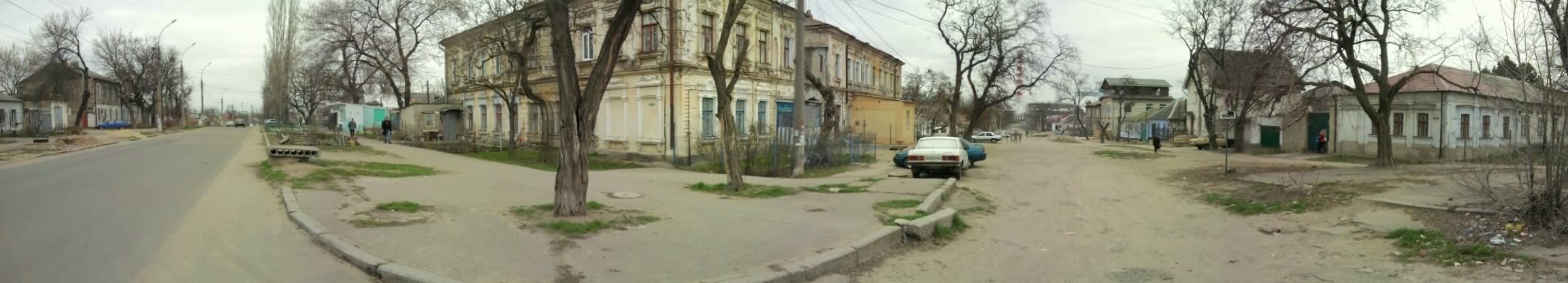
Перетин вулиць Сидорчука й Новосільської